# Sistema Catarinense de Comunicações
O Sistema Catarinense de Comunicações (comumente referido apenas como Grupo SCC) é um conglomerado de mídia brasileiro com sede em Lages, Santa Catarina. Possui empresas na área de televisão, rádio e internet. De 1989 a aproximadamente meados dos anos 90 representou um grupo de emissoras afiliadas ao SBT, após significou o grupo que controla a emissora instalada em Lages e grupo de comunicação ao qual fez parte.

## História
Em 1939, Carlos Joffre do Amaral chegava a Lages, em Santa Catarina. Lá fundou um sistema de altos-falantes pela cidade. No ano de 1947 era criada a Rádio Clube.
Na década de 1980 foi criada a TV Planalto, afiliada do SBT. Junto com o empresário Mário Petrelli, proprietário da TV O Estado em Florianópolis e Chapecó, formou o Sistema Catarinense de Comunicações.
Em 1990 era criado a Direta Telecomunicação, uma empresa de Serviço Móvel Especializado. Em 1997, Roberto Amaral encerrou a parceria que tinha com Mário Petrelli, porém, continuou cedendo as retransmissoras da TV Planalto para as suas duas emissoras até 1º de dezembro de 2000, quando a TV Planalto se afiliou com a RedeTV!, tornando-se RedeTV! Sul.
Em 1999 entra no mercado uma empresa 100% catarinense a Viamax, uma operadora de TV por assinatura que utiliza MMDS (Multipoint Multichannel Distribution System) como sistema de distribuição no estado de Santa Catarina. Atualmente a Viamax centralizou a administração de suas áreas operacionais em sua sede localizada em Florianópolis, além de contar com escritórios de apoio em: Joinville, Itajaí, Criciúma e Brusque essas filiais receberam o nome de MMDSC Comunicações S/A, já em Curitibanos e Caçador foi criada a SMEPR Comunicações S/A.
No ano de 2006 era criada a Rádio Globo Lages, afiliada à Rádio Globo, uma rede de emissoras de rádio do Rio de Janeiro. Em 2007, com o fim do contrato da Rede SC com o SBT e sua afiliação com a Rede Record, a RedeTV! Sul assina novamente com a rede, e a partir de 1º de fevereiro de 2008 passa a se chamar SBT Santa Catarina.
No dia 3 de outubro de 2011, a Rádio Globo Lages foi extinta e deu lugar a Rádio CBN Lages, a mais nova afiliada da Central Brasileira de Notícias. O SCC assina contrato de afiliação com a Rede CBN, transformando a Globo Lages numa rádio que toca exclusivamente notícias. Em agosto de 2016, o Grupo SCC anunciou que a CBN Lages iria migrar para o dial FM, atendendo ao decreto federal de migração das rádios AM para FM, e que, a partir disso, também deixaria de se afiliar a CBN e passaria a retransmitir a programação da Massa FM, rede de rádios do Grupo Massa, sediado no Paraná. A rádio deixou de emitir seu sinal em 1390 kHz em 1º de outubro, e estreou uma programação de expectativa na frequência 92.1 MHz. Em 10 de outubro, ao meio-dia, a rádio estreou oficialmente sua nova programação, passando a se chamar Massa FM Lages, e tornando-se a primeira emissora da rede em Santa Catarina.

## Empresas

### Televisão
- SCC SBT

### Rádio
- Rádio Clube
- Gralha FM
- Massa FM Lages
- Massa FM Gramado [6]
- Rádio Nevasca FM [7]

### Antigos veículos
- Viamax – Operadora de TV por assinatura, ela operava pelo sistema MMDS (Multipoint Multichannel Distribution System) no estado de Santa Catarina. A Viamax centralizou a administração de suas áreas operacionais em sua sede localizada em Florianópolis, além de contar com escritórios de apoio em Joinville, Criciúma, Itajaí e Brusque. Em 2015, encerrou suas atividades devido à incompatibilidade com o 4G.[8]
- TV Araucária - TV Araucária é uma emissora de televisão sediada em Lages, cidade do estado de Santa Catarina. Opera no canais 13 VHF e 21 UHF digital e é uma emissora própria da Rede Gospel. A emissora também opera uma retransmissora em Campo Mourão no Paraná. A emissora já chegou a ser administrada pelo Grupo SCC, onde chegava a ser produzido 4 horas de programação local, seu sinal também já esteve em Curitiba, PR pelo canal 27 UHF e Ponta Grossa.